# Eberhard I. von Konstanz
Eberhard I. von Konstanz (1034 erstmals erwähnt; † 25. Dezember 1046) war von 1034 bis 1046 Bischof von Konstanz.

## Leben
Das Geburtsdatum Eberhards ist unbekannt. 1034 wird er in den Hildesheimer Annalen erstmals als Amtsnachfolger seines Bruders Warmann von Konstanz erwähnt. Vermutlich entstammten er und sein Bruder Warmann dem schwäbischen Adelsgeschlecht der Grafen von Dillingen und waren Söhne des Grafen Riwin I. von Dillingen und dessen Ehefrau Hildegard.
Bevor er den Konstanzer Bischofsstuhl bestieg, gehörte er der königlichen Hofkapelle Konrads II. an und stand vermutlich in einer engen Beziehung zur Wormser Bischofskirche. Er soll personenidentisch mit dem Wormser Domkapitular und Scholaster Ebbo sein, dem wiederum die Autorenschaft der Vita Burchardi zugeschrieben wird.
Bischof Eberhard I. verstarb am 25. Dezember 1046 in Rom und wurde in der Peterskirche beigesetzt.

## Wirken
Bischof Eberhard vermehrte die Konstanzer Dombibliothek und kümmerte sich intensiv um die Verwaltung und Rechtsprechung in seinem Bistum.

### Nähe zu König Heinrich III.
Eberhards besondere Königsnähe lässt sich nicht nur an zwei Besuchen König Heinrichs III. am Konstanzer Bischofssitz festmachen (1040 und 1043), sondern auch daran, dass dieser ihm die Reichsabtei Rheinau als Lehen übertrug. Dass der König seinen zweiten Besuch in Konstanz (im Oktober 1043) dazu nutzte, auf der von Eberhard abgehaltenen Diözesansynode ein Friedensgebot zu erlassen, zeigt, dass auch Heinrich III. dem Konstanzer Bischof sehr nahestand.
Bischof Eberhard begleitete König Heinrich III., als dieser im September 1046 zu seinem ersten Italienzug aufbrach. Er nahm im Oktober an der von Heinrich einberufenen Synode in Pavia teil und wohnte im Dezember auch der Synode von Sutri bei. Danach reiste er mit dem König weiter nach Rom, wollte dort vermutlich an Heinrichs Kaiserkrönung teilnehmen, verstarb jedoch wenige Stunden vor der Krönungszeremonie am Morgen des 25. Dezembers 1046.

### Gebietserweiterungen des Bistums
Während seiner Amtszeit gelang es Eberhard, neben der von Heinrich III. übertragenen Abtei Rheinau, das Chorherrenstift St. Peter Embrach sowie die Kapelle der im Nibelgau gelegenen Insel Rötsee bei Kißlegg in sein Bistum einzugliedern. Die Kirche in Rötsee war in der zweiten Hälfte des 10. Jahrhunderts von dem Mönch und Einsiedler Ratpero errichtet worden. Nachdem sein Bruder und Amtsvorgänger Warmann Ratpero von seiner Einsiedelei vertrieben hatte, holte Eberhard Ratpero nach Rötsee zurück, setzte ihn wieder in seine Rechte ein, woraufhin dieser seine Kirche dem Konstanzer Bistum übereignete.

### Kirchenweihen
Bischof Eberhard I. nahm während seiner Regierungszeit zahlreiche Kirchweihen vor. Außer der Kapelle in Rötsee, die ihm Ratpero übertragen hatte, weihte er auch die Pfarrkirche in Heiligenzimmern, um 1034 die von Graf Eberhard von Nellenburg errichtete Laurentiuskapelle auf der Reichenau, 1034 die Gangolfskapelle in Einsiedeln, 1036 die Klosterkirche des  Klosters St. Blasien, 1039 die Klosterkirche des Klosters Einsiedeln sowie 1042 die Kirche in Isny.